# Metopoplacis olivata
Metopoplacis olivata là một loài bướm đêm trong họ Noctuidae.